# Rosetta Gagliardi
Rosa Gagliardi, coniugata Prouse, detta Rosetta (Milano, 9 febbraio 1895 – Randogne, 31 luglio 1973), è stata una tennista italiana.

## Biografia
Nata a Milano nel 1895, praticò sport fin da piccola, distinguendosi nel pattinaggio a rotelle già dal 1906, quando aveva 11 anni e vincendo sei titoli italiani tra 1912 e 1922. In seguito praticò anche nuoto, scherma e pattinaggio artistico.
I risultati migliori li ottenne però nell'ultradecennale carriera da tennista: diventò campionessa italiana nel singolare nel 1919. L'anno successivo si riconfermò campionessa e partecipò ai Giochi olimpici di Anversa 1920, unica donna della spedizione azzurra e seconda donna italiana di sempre ad un'Olimpiade, dopo la cavallerizza Elvira Guerra a Parigi 1900. Gareggiò sia nel singolare, dove si fermò al secondo turno, eliminata dalla britannica Kitty McKane, poi bronzo, per 6-1 1-6 6-2, che nel doppio misto, insieme a Cesare Colombo, uscendo anche in questo caso al secondo turno, per mano dei belgi Stéphane Halot e Marie Storms, vittoriosi per 8-6 6-3.
Vinse diversi titoli ai campionati italiani anche fino al 1924: nel singolare femminile nel 1921, 1922 e 1924, nel doppio misto tra 1921 e 1924 e nel doppio femminile nel 1923 e 1924. A 29 anni partecipò alla sua seconda Olimpiade, quella di Parigi 1924, in due gare: il singolare, dove si fermò al terzo turno, battuta dalla britannica Dorothy Shepherd-Barron per 6-1 6-0 e il doppio femminile, insieme a Giulia Perelli, nel quale uscì ai quarti di finale per mano delle francesi Yvonne Bourgeois e Marguerite Broquedis, vittoriose per 7-5 6-1. Era iscritta anche al doppio misto, insieme a Riccardo Sabbadini, ma i due non disputarono il loro incontro.
Sul finale di carriera si dedicò soprattutto al doppio femminile, dove, insieme ad Anna Luzzatti vinse tre titoli italiani, nel 1928, 1931 e 1932 e nel 1931 gli Internazionali d'Italia, sconfiggendo in finale per 6-3 1-6 6-3 la coppia formata dall'italiana Lucia Valerio e dalla statunitense Dorothy Andrus. Bisognerà attendere il 1985, prima che un'altra coppia italiana, formata da Raffaella Reggi e Sandra Cecchini, a Taranto, si aggiudichi nuovamente il torneo di doppio agli Internazionali d'Italia.
Si sposò con il neozelandese George Stanley Prouse, anche lui tennista, poi produttore di racchette da tennis e nel 1932 ebbe un figlio, Giovanni Prouse, che gareggiò in giovane età, salvo poi dedicarsi agli studi, diventando un matematico. In seguito alla nascita del figlio si ritirò.
Morì nel 1973, all'età di 78 anni, in Svizzera.

## Palmarès

### Internazionali d'Italia
- 1931: doppio femminile con Anna Luzzatti

### Campionati italiani assoluti
- 1919: singolare femminile
- 1920: singolare femminile
- 1921: singolare femminile, doppio misto con Riccardo Sabbadini
- 1922: singolare femminile, doppio misto con Riccardo Sabbadini
- 1923: doppio femminile con Sabbadini, doppio misto con Riccardo Sabbadini
- 1924: singolare femminile, doppio femminile con Antra, doppio misto con Gaslini
- 1928: doppio femminile con Anna Luzzatti
- 1931: doppio femminile con Anna Luzzatti
- 1932: doppio femminile con Anna Luzzatti